# 다미 (1994년)
다미(1994년 3월 25일 ~ )은 대한민국의 가수이다.

## 경력
- 그룹 '헤이걸스' 멤버